# Wendell Anderson
Wendell Richard Anderson (Saint Paul, 1º febbraio 1933 – Saint Paul, 17 luglio 2016) è stato un politico e hockeista su ghiaccio statunitense, senatore per lo stato del Minnesota dal 1976 al 1978 ed in precedenza governatore dello stesso stato dal 1971 al 1976.